# Daïras de la wilaya de Aïn Defla
La wilaya d'Aïn Defla est composée de quatorze daïras (circonscriptions administratives), chacune comprenant plusieurs communes, pour un total de trente-six communes.

## Liste de daïras

Daïras de la wilaya d'Aïn Defla :
1. Aïn Defla
2. Aïn Lechiekh
3. Bathia
4. Bordj Emir Khaled
5. Boumedfaa
6. Djelida
7. Djendel
8. El Abadia
9. El Amra
10. El Attaf
11. Hammam Righa
12. Khemis Miliana
13. Miliana
14. Rouina

| Daïra             | Nombre de communes | Communes                                            | Superficie (km²) | Population (hab.) |
| ----------------- | ------------------ | --------------------------------------------------- | ---------------- | ----------------- |
| Aïn Defla         | 1                  | Aïn Defla                                           | 86               | 65 453            |
| Aïn Lechiekh      | 3                  | Aïn Lechiekh, Aïn Soltane, Oued Djemaa              | 378              | 44 865            |
| Bathia            | 3                  | Bathia, El Hassania, Belaas                         | 382              | 15 727            |
| Bordj Emir Khaled | 3                  | Bordj Emir Khaled, Bir Ould Khelifa, Tarik Ibn Ziad | 585              | 31 729            |
| Boumedfaa         | 2                  | Boumedfaa, Hoceinia                                 | 97               | 29 308            |
| Djelida           | 3                  | Djelida, Bourached, Djemaa Ouled Cheikh             | 486              | 73 290            |
| Djendel           | 3                  | Djendel, Birbouche, Oued Chorfa                     | 460              | 48 420            |
| El Abadia         | 3                  | El Abadia, Aïn Bouyahia, Tacheta Zougagha           | 424              | 80 307            |
| El Amra           | 3                  | El Amra, Arib, Mekhatria                            | 505              | 73 182            |
| El Attaf          | 2                  | El Attaf, Tiberkanine                               | 171              | 74 121            |
| Hammam Righa      | 3                  | Hammam Righa, Aïn Benian, Aïn Torki                 | 135              | 23 522            |
| Khemis Miliana    | 2                  | Khemis Miliana, Sidi Lakhdar                        | 97               | 105 544           |
| Miliana           | 2                  | Miliana, Ben Allal                                  | 157              | 53 269            |
| Rouina            | 3                  | El Maine, Rouina, Zeddine                           | 297              | 47 277            |